# Пушкари (Рязанская область)
Пушкари — село в Михайловском районе Рязанской области России.

## География
Село находится на реке. На другом берегу реки находится деревня Арсеньево.

## История
| Год  | Население |
| ---- | --------- |
| 1850 | 400       |
| 1929 | 1225      |
| 2001 | 450       |
| 2007 | 380       |

Село Пушкари появилось в середине XIX века от выселок Пушкарской пригородной слободы, которая располагалась на берегу реки Проне в районе  г. Михайлов.
По картам  Менде Рязанской губернии 1850 г. село Пушкари называлось Пушкарские выселки. По планам генерального межевания Рязанской губернии местность Пушкарских выселок находилась на отхожей пашенной земле Пушкарской слободы. 
В книге Населенные места Рязанской губернии 1906 г. описывалось село Пушкари (Пушкарские выселки) Новопанской волости Михайловского уезда Рязанской губернии.  
В древнем городе Михайлове, стоявшем несколько столетий назад на границе молодого русского государства и охранявшем его от набегов татар, кочевников и других врагов, постоянно находился военный гарнизон.
Сначала здесь служили казаки, потом стрельцы, а с появлением огнестрельного оружия появились и пушкари, обосновавшие свою пушкарскую слободу.   
Когда Михайлов утратил своё оборонное значение, не у дел остались и пушкари. Многие из них превратились в обычных крестьян-земледельцев. Жили они по-прежнему в черте города, а землю имели в 3—5 км от него.
Иметь земли ближе к городу у крестьян возможности не было. Тогда в середине XIX века на слободской сходке пушкари и приняли решение переселиться поближе к своим землям, которые они обрабатывали. Местом поселения они выбрали берег речки Еропол (Ближний Еропол). На другой стороне берега речки Еропол находилась деревенька Арсеньево.
Поначалу сюда переселилось несколько десятков семей. Деревню назвали Пушкарями. Переселенцы вместе со своими домами, скарбом и скотом перевезли сюда и деревянную слободскую церковь, разобрав её по бревнышку. На новом месте церковь собрали вновь, повесели колокола, и Пушкари получили полное право называться селом.
Пушкари не знали крепостного права. Переселившись на свободные городские земли, крестьяне считались государственными. Не зная самодурства помещиков, они лишь платили подушные подати царским чиновникам, но это вовсе не значит, что пушкарские крестьяне жили обеспеченно и безбедно.
В конце XIX века село начало быстро расти, и к началу XX века по свидетельствам очевидцев, в Пушкарях насчитывалось около 800 жителей.
Большинство домов ставили деревянные, имелись и построенные из камня, добытого в Горенском карьере. У многих домов пристраивали плетневые сени, крыши, в основном, крыли соломой. Обычный размер избы — 5 на 5 м. Жило в таком домишки до двух десятков человек. Здесь же размещали на зиму телят и ягнят, тут же и корову доили.
В конце XIX века село Пушкари управлялось старостой и сотским. Не малую власть имели церковники. По воспоминаниям старожилов, село делилось на три слободы: Юрдовку, Слободу и Поповку. Часто случались пожары. Один из них унёс половину деревни Арсеньево, погорельцы основали в Пушкарях Бугрянку.
Во второй половине XIX века при церкви «Святителя Николая» открыли церковно-приходскую школу, обучение было четырёхклассное. Но зимой школу ребятишки посещали редко, ходить было не в чём. Часто не пускали детей на занятия сами родители, так как они помогали им в нелегком крестьянском труде. Мальчиков отдавали в подпаски, девочек — в няньки.
В Пушкарях было много мастеровых крестьян: плотников, шорников, портных.
После Октябрьской революции 1917 года и Гражданской войны, был проведён раздел земельных участков, с выделением наделов на мужчин и женщин. Первый сельский совет в Пушкарях был избран в 1924 году.
До 1924 года село входило в состав Новопанской волости Михайловского уезда Рязанской губернии.
В 1930 году был создан колхоз «Труд» и уже в 1933 году практически всё население Пушкарей состояло в колхозе, который был одним из самых крепких в Михайловском районе.
В годы Отечественной войны из Пушкарей ушло на фронт более 200 мужчин, не вернулся из боя каждый второй.
В начале 1950-х годов в колхозе «Труд» был построен новый послевоенный коровник на 100 голов. Постепенно колхоз стал набирать силу, на село приходили новые трактора, автомобили, возрастала материальная помощь государства.
В начале 1960-х годов началось новое укрупнение колхозов. Так в 1961 году колхоз «Труд» влился в состав крупного пригородного хозяйства — колхоза им. Чапаева. Но уже в 1962 году было принято решение об организации в Пушкарях нового совхоза. Основным направлением вновь образованного хозяйства, являлось производство плодов и ягод. Наряду с этим, хозяйство должно было заниматься производством зерна, сахарной свеклы, иметь поголовье крупнорогатого скота.
Совхоз назвали «Михайловский», который представлял собой компактное хозяйство общей площадью около 2000 га. В нём работало в среднем 300 человек. Более 200 га занимали сады яблонь, плантации смородины, клубники, малины. С каждым годом площадь садов росла, увеличивалось поголовье крупнорогатого скота.
В 1993 году совхоз «Михайловский» согласно постановлению правительства Российской Федерации реорганизован в Т. О. О. «Пушкари», а затем в С. Х. П. К. «Пушкари».
Период 1970-х годов отмечен большим строительством производственных помещений, которое продолжалось и в 1980-е годы.
В середине 1980-х годов стала расширяться социальная сфера. Началось активное строительство жилых домов со всеми удобствами, цеха переработки фруктов и ягод, складских помещений. К концу 1980-х годов и в первые 2 года 1990-х были построены: детский сад, школа, более тридцати 2-х и одноквартирных домов, общежитие, покрыты асфальтом все основные дороги села Пушкари.
Жилая застройка представлена в основном двухквартирными, одно- и двухэтажными домами с приусадебными участками.
На приусадебном участке размещены помещения для содержания скота, хранения кормов, хозблок.
На 1 января 2001 года в селе Пушкари числилось 126 хозяйств местных жителей и 33 дачных участка.

## Население
| 1859 | 1906 | 1929  | 2010 |
| ---- | ---- | ----- | ---- |
| 337  | ↗697 | ↗1225 | ↘349 |

## Никольский храм
Известно, что в селе Пушкари Никольская церковь существовала «искони, как город Михайлов стал…». Однако церковь эта была сожжена, и прихожане построили на этом месте новый деревянный храм. Самым ценным достоянием храма были два образа святителя Николая Мирликийского: один Николы Можайского — резной в киоте «с деяниями» и второй — «на золоте с деянием», почитавшиеся всегда чудотворными.
Вместо обветшавшей церкви в 1715 году была построена новая деревянная, которая была перенесена в 1862 года из г. Михайлов.
В 1896 году была освящена новая деревянная теплая трапезная с особым престолом в честь иконы Божией Матери «Отрада и Утешение». Эта икона также всегда почиталась как чудотворная. К сожалению, икона эта бесследно исчезла.
В 1900 году была построена колокольня, которая явилась украшением храма.
Никольский храм был разрушен в 1967 году.
В 1998 году в центре села, на месте ранее разрушенной, построена новая церковь. Строительство велось на средства и силами С. Х. П. К. «Пушкари», Рязанского епархиального управления и жителей.
В ноябре того же года храм был освящён митрополитом Рязанским и Касимовским Симоном и принял первых прихожан.

## Награды
- 1-е место в районном смотре-конкурсе на звание «Самый благоустроенный населенный пункт Михайловского района».
- Дипломом 1-й степени, «Самый благоустроенный населенный пункт Рязанской области» по итогам 2001 года среди сельских населенных пунктов.
- 1-е место в районном смотре-конкурсе по благоустройству сельских населенных пунктов в 2001 году.
- 3 место в областном конкурсе на звание «Самый благоустроенный населенный пункт Рязанской области» по итогам 2000 года среди сельских населенных пунктов.
- 2-е место в районном соревновании за «Самый благоустроенный населенный пункт Михайловского района» за 1999 год.
- Награда за значительные объёмы работ по благоустройству, образцовое содержание территории и активное участие в конкурсе на звание «Самый благоустроенный населенный пункт Рязанской области» по итогам 1998 года.
- Благодарность коллективу СХПК «Пушкари» Директор Радюхин А. И. за образцовое санитарное содержание территории предприятия в 2002 году.
- Благодарственное письмо Механизированно-комплексному отряду СХПК «Пушкари» за высокие показатели на уборке урожая зерновых культур 2002 года.
- Почетная грамота управления сельского хозяйства и продовольствия администрации Рязанской области Награждается коллектив СХПК «Пушкари» Михайловского района за активное участие в областном конкурсе на лучший машинный двор и хранение техники в зимний период.
- 2 место по лыжным гонкам на призы Главы Администрации муниципального образования — Михайловский район.

## Известные уроженцы
- Корнеев, Алексей Андреевич (1931—2001) — поэт.